# Castelo de Aráclovo
Aráclovo (em grego: Ἀράκλοβον; romaniz.: Aráklovon), raramente conhecido com a variante Oreóclovo (em grego: Ὀρεόκλοβον; romaniz.: Oreóklovon) e em francês como Bucelete e suas variações, foi um castelo medieval do Império Bizantino localizado na região de Escorta, no sudoeste do Peloponeso, na Grécia.

## História

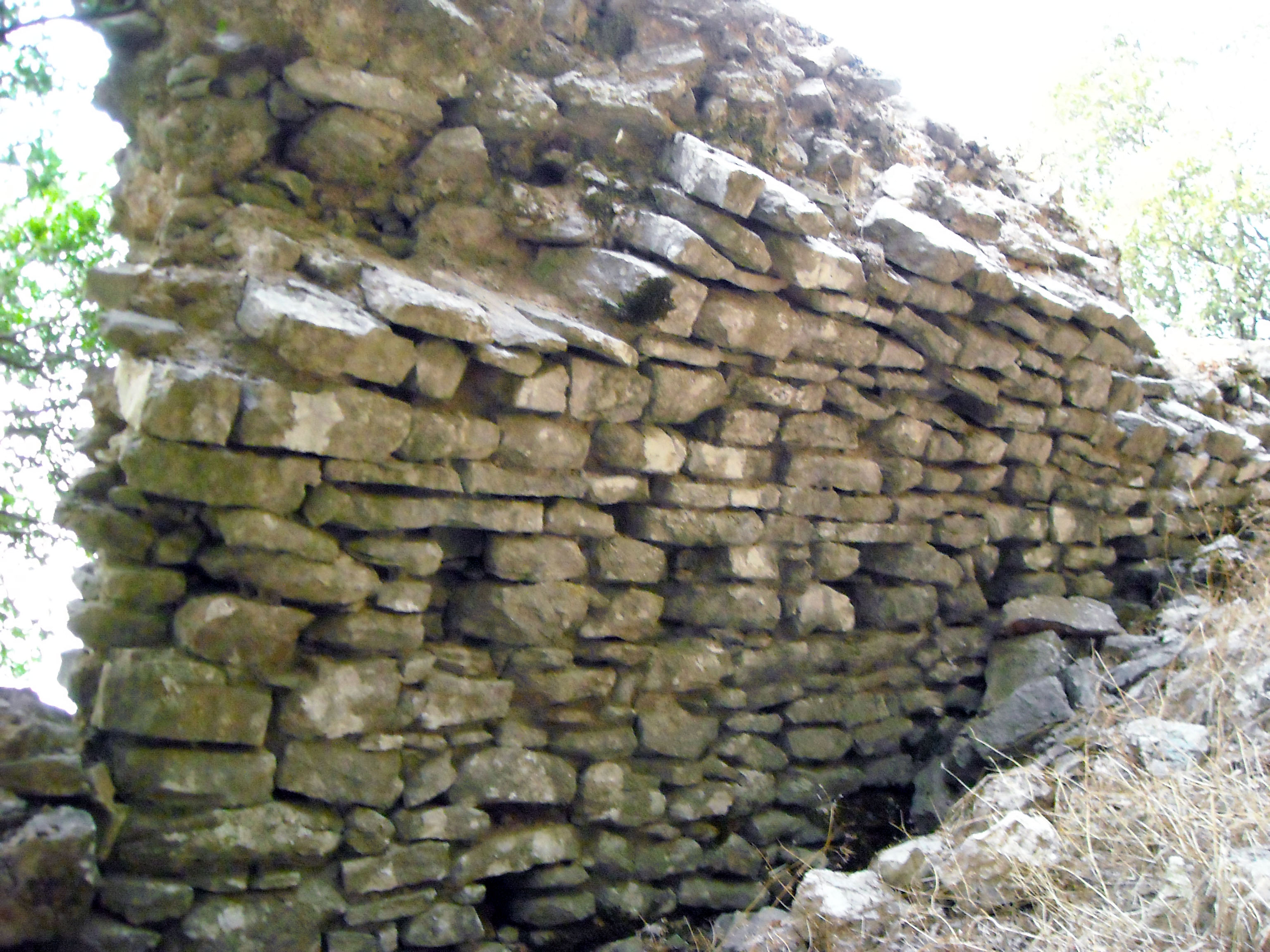
Parte dos muros do sítio identificado como Aráclovo, no

Peloponeso e Ática na Idade Média

O castelo já estava construído no período bizantino, e foi de importância estratégica por situar-se na boca do passo montanhoso (drungo) que levava para as planícies costeiras de Élida para Escorta e o interior da península. A origem do nome grego é incerta e foi muito debatida, incluindo propostas que ele significa "prisão montanhosa", ou que esteve relacionado a Héracles, embora nenhum santuário dele é conhecido na área. Similarmente, o nome ocidental em suas variadas formas (Bucel[l]et, Bucello, Polcellecto, Porcelle, Bucel[l]etto) é de origem incerta.
No tempo da chegada dos cruzados sob Guilherme de Champlite e Godofredo de Vilearduin e o início da sua conquista do Peloponeso em 1205, Aráclovo foi mantida por Doxápatra Butsaras. Os cruzados tentaram invadir o castelo, mas falharam. A versão aragonesa da Crônica da Moreia então relata que os cruzados deixaram parte de suas forças para sitiá-lo, ou mesmo bloqueá-lo, no castelo, o que poderia ter durado até ao menos 1210. O castelo não é mencionado novamente até a revolta dos habitantes de Escorta em 1264, e novamente no final dos anos 1270, quando Godofredo II de Briel, num esforço de reclamar parte da herança de seu tio, Godofredo de Briel, tomou o castelo ardilosamente. Ele então convocou os gregos bizantinos de Mistras para ajudá-lo, mas foram parados pelos "capitão de Escorta" franco, Simão de Vidoige, e Godofredo foi forçado a capitular.
O castelo mais adiante seguiu a fortuna da Baronia de Carítena, revertendo para o domínio principesco no início do século XIV. Em 1391, é registrado que o assentamento próximo ao castelo abrigava 100 pessoas. No começo da Guerra Otomano-Veneziana de 1463–1479, foi capturado pelos venezianos, mas então recuperada pelos otomanos em 1467.

## Localização
Do século XVI em diante, o castelo desaparece das fontes e da toponímia local; como resultado, várias hipóteses foram colocadas por estudiosos posteriores com sua identificação se baseando em identificações das fontes medievais. As identificações sugeridas incluem os castelos arruinados de Paleocastro, Platiana (agora identificado com o medieval Acumba), Sâmico na costa, Crisúli próximo do monte Menta, e sobre o pico do Monte Esmerna. As últimas duas localizações são mais comumente identificadas com o Aráclovo medieval.